# Dysczan kładenac
Dysczan kładenac albo Daščani kladenac (bułg. Дъсчан кладенац, serb. Дашчани кладенац) – przełęcz graniczna między Bułgarią i Serbią.
Położona jest na północ od Znepolia (dorzecze rzeki Ermy/Jermy) i łączy wsie u podnóży Znepołskiej Rudiny i gór Ruj ze wsiami, położonymi u ich północnego podnóża, na terenie Republiki Serbii. Przełęcz jest granicą geograficzną między Znepołską Rudiną i Rujem.
W przeszłości miała znaczenie ekonomiczne, wiodła ze wsi Miłosawci do miasta Babušnica i dalej do Niszu. Tędy kierowało się główne niemieckie natarcie na Królestwo Jugosławii podczas II wojny światowej.
Obecnie droga jest praktycznie nieużywana.